# Prostemmiulus setosus
Prostemmiulus setosus är en mångfotingart som beskrevs av Loomis 1941. Prostemmiulus setosus ingår i släktet Prostemmiulus och familjen Stemmiulidae. Inga underarter finns listade i Catalogue of Life.